# Абих, Владимир Анатольевич
Владимир Анатольевич Абих (род. 23 июля 1987, Екатеринбург) — современный российский художник. Представитель российского уличного искусства .
Работает на стыке различных медиа и направлений: стрит-арт, паблик-арт, живопись, интервенция, инсталляция, видео-арт и др. Размышляет об изменениях, вызванных ускорением информационных потоков, феномене времени, раскрывает функционирование языковых и культурных явлений в лаконичных и зачастую ироничных формах. Использует текст как один из основных художественных приемов, точно вписывая его в окружающую среду или превращая в перформативный акт .

## Биография
Владимир Абих родился в 1987 году в Екатеринбурге..
В школьные годы увлекался граффити. На раннем этапе деятельности занимался фотографией и видео, интересовался кинематографом, параллельно продолжая взаимодействие со стрит-арт культурой.
В 2013–2015 годах обучался в Сибирском кинокампусе в г. Канск на режиссера игрового кино.
В 2014 переехал в Санкт-Петербург.
В 2016 году получил образование в области современного искусства на базе петербургского фонда PROARTE.
Победитель международного конкурса портретов Portrait now! (Дания, 2015).
Пятикратный номинант премии им. Сергея Курехина в категории «Искусство в общественном пространстве» (2013, 2015, 2016, 2018, 2019).
Лауреат премии им. Сергея Курехина (специальный приз Французского института, 2019).
Участник основных программ биеннале цифрового искусства Némo (Франция, Париж, 2019), Триеннале российского современного искусства в музее «Гараж» (Москва, 2020), Уральской индустриальной биеннале (Екатеринбург, 2013, 2015), Красноярской музейной биеннале (Красноярск, 2013, 2015, 2017), а также многих других международных выставок и фестивалей.

## Триеналле и биенналле / Фестивали
Участник основных программ триеннале российского современного искусства в музее «Гараж», Уральской индустриальной биеннале, Красноярской биеннале, биеннале уличного искусства «Артмоссфера», биеннале цифрового искусства Némo (Париж), а также многих других международных выставок и фестивалей.
2-я Триеннале российского современного искусства, «Гараж», Москва, 2020
«Карт-Бланш», партизанский фестиваль уличного искусства, Екатеринбург, 2020
«Место», фестиваль уличного искусства, Нижний Новгород, 2018, 2021
Биеннале цифрового искусства Némo, 104 Centquatre, Париж, Франция, 2019
III Биеннале художников уличной волны «АРТМОССФЕРА», Винзавод, Москва, 2018

## Выставки

### Персональные выставки
2024
«Способ смотреть на вещи. Рисунки и упражнения», Музей АРТ4, Москва
2022
«Теряются последние слова», Ural Vision Gallery, Екатеринбург
2021
«Все это видимость», Фонд поддержки современного искусства «Сфера», Москва
2019
«Thousands of Poetry Hide», A4 Museum, Чэнду, Китай
«Please wait», Futuro Gallery, Нижний Новгород
«Выставка о главном», FM Gallery, Нижний Новгород
2018
«ESSE QUAM VIDERI», Neues Leben, Зальцбург
«Выставка-праздник», Бертгольд центр, Санкт-Петербург
«ТАМ ГДЕ НАС НЕТ», арт-резиденция VYKSA, Выкса
2017
«Выставка для потомков», ArTwin Gallery, Баку

### Избранные коллективные выставки
2024
«Весть», Русский музей, Санкт-Петербург
«Части стен 3», Фонд Ruarts, Москва
2023
«До и после»: проекты в арт-резиденции «Выкса», Волго-Вятский филиал ГМИИ им. А.С. Пушкина, Нижний Новгород
«Логос: голос конструктивизма», центр «Зотов», Москва
2022
«Между строк. Текстуальное в визуальном», галерея «Триумф», Москва
«Апок. Конец света каждый день», галерея «Триумф», Москва
Voices, ESCAPEMENT ART, Цюрих
2021
Boundless Space… The Possibilities of Burning Man, Sotheby’s New York, Нью-Йорк
«Поколение тридцатилетних в современном русском искусстве», Русский музей, Санкт-Петербург
2020
2-я Триеннале российского современного искусства, «Гараж», Москва
«Чрезвычайное положение», галерея «Триумф», Москва
«Коммуналка», галерея «Триумф», Москва
2019
Биеннале цифрового искусства Némo, 104 Centquatre, Париж, Франция
CYFEST, ‍‍Молодежный образовательный центр Государственного Эрмитажа, Санкт-Петербург
Международный канский видеофестиваль, Канск
«Арт Сахалин», фестиваль уличного искусства, Южно-Сахалинск
«Длинные истории Перми», фестиваль уличного искусства, Пермь
«Впередсмотрящий», Форт «Константин», Кронштадт
«Местные», Уральский филиал ГЦСИ, Екатеринбург
2018
CYFEST-12, Made in New York Media Center, Нью-Йорк
Международный фестиваль видеоарта «Видеоформа», ЦСИ им. Сергея Курёхина, Санкт-Петербург
Фестиваль паблик-арта «Арт Проспект», Санкт-Петербург
III Биеннале художников уличной волны «АРТМОССФЕРА», Винзавод, Москва
Международный канский видеофестиваль, Канск
Устаревающий прогресс, Спецпроект VI Московской международной биеннале молодого искусства, Политехнический музей, Москва
Фестиваль уличного искусства «Место», Нижний Новгород
Best of Russia 2017, Центр современного искусства ВИНЗАВОД, Москва
«Открытый музей», Электромузей, Москва
Международный фестиваль видеоарта «Сейчас&Потом», Москва
2017
Международная красноярская музейная биеннале, Красноярск
Международный канский видеофестиваль, Канск
2016
CYFEST, Made in New York Media Center, Нью-Йорк
II Биеннале уличного искусства «АРТМОССФЕРА», Манеж, Москва
«Безместье», Специальный проект V Московской международной биеннале молодого искусства, ARTPLAY, Москва
Выставка номинантов премии Курехина, центр Кухрехина, Санкт-Петербург
«Антимузей», Электромузей, Москва
2015
Международная красноярская музейная биеннале, Красноярск
3-я Уральская индустриальная биеннале современного искусства, Екатеринбург
«Portret now!», музей Ljungberg, Швеция
Балтийская биеннале фотографии «Фотомания», Калининград
«Portret now!», Национальный исторический музей в замке Фредериксборг, Дания
2013
«Best of Russia 2013», Центр современного искусства ВИНЗАВОД, Москва
Десятая Красноярская биеннале современного искусства, Красноярск
«Меньшинства», Центр документальной фотографии «FOTODOC», Москва
2012
«Best of Russia 2012», Центр современного искусства ВИНЗАВОД, Москва
«Звериный стиль», Уральский филиал ГЦСИ, Екатеринбург
2011
«Best of Russia 2011», Центр современного искусства ВИНЗАВОД, Москва

### Резиденции
2023   Pro Helvetia, Швейцария
2022   École Nationale Supérieure d’Art, Дижон, Франция
2021   Street Art Communication, Кошице, Словакия
2020-2021   Cité Internationale des Arts, Париж, Франция
2019   A4 Museum, Чэнду, Китай
2019   Riu d’art residency, Риба-Рожа-де-Эбро, Испания
2018   Арт-резиденция Выкса, Россия
2017   Gogova foundation, Баку, Азербайджан
2017  «Арткоммуналка», Коломна, Россия

## Оценка творчества
«Работа Владимира Абиха перформативна, контекстуальна (то, что называют site-specific) и интертекстуальна. То есть её смысл напрямую связан с самим процессом восприятия текста зрителем/читателем, с местом расположения и с пре-текстом – цитатой, к которой она отсылает, которую обыгрывает». 
«Цитата Суворова звучит патетично, текст Абиха лишен всякого пафоса. Он напоминает, казалось бы, об очевидных вещах, вовлекая читателя в процесс чтения и размышления о бытии через контекстуальную и интертекстуальную игру. Вот так и работает современное искусство, рассчитанное на активного и подготовленного к встрече с ним зрителя, читателя, слушателя».

## Награды
Победитель международного конкурса портретов «Portrait now!».
Номинант премии Курехина в категории «Лучший медиа объект», 2019
Премия «ТОП 50» журнала «Собака.ru» в номинации «Искусство», 2019
Номинант премии Курехина в категории «Искусство в общественном пространстве», 2018, 2016, 2015
Первое место в международном конкурсе портретов J.C. Jacobsen’s «PORTRAIT NOW!», 2015
Номинант премии «ТОП 50» журнала «Собака.ru» в номинации «Прорыв года», 2014
Победитель премии Weburg в номинации «Лучший выставочный проект 2014», Екатеринбург, 2014
Победитель премии Weburg в номинации «Лучший выставочный проект 2013», Екатеринбург, 2013
Номинант премии Курехина в категории «Искусство в общественном пространстве, 2013
1-е место в номинации «Социальный стрит-арт», фестиваль «Экология пространства», Пермь, 2013
Финалист конкурса «Best of Russia 2013», Центр современного искусства ВИНЗАВОД, Москва, 2013
Финалист конкурса «Best of Russia 2012», Центр современного искусства ВИНЗАВОД, Москва, 2012
Финалист конкурса «Best of Russia 2011», Центр современного искусства ВИНЗАВОД, Москва, 2011

## Наиболее известные работы
«Зал ожидания», Москва, 2020
«Поле чудес», Нижний Новгород, 2019
Проект «Надпись на стене»
«Субтитры», 2019-2021 
«Мы — буквы, с нами текст», Томск, 2021

## Коллекции
Государственный Русский музей, Санкт-Петербург.
Московский музей современного искусства (MMOMA)
Екатеринбургский музей изобразительных искусств
Нижегородский государственный художественный музей
Музейный центр «Площадь Мира», Красноярск
Музей Андергрануда, Екатеринбург
Музей стрит-арта, Санкт-Петербург
A4 Museum, Chengdu, China

## Видеография
- «С нами Бог», 2018
- «Коммуникация», 2015
- «Аминь», короткометражный художественный фильм, 2015
- «Стерва», короткометражный художественный фильм, 2014[25]